# Where Did You Go?
Where Did You Go? is een nummer van de Britse dj Jax Jones uit 2022, ingezongen door de Britse zanger MNEK.
"Where Did You Go?" kent invloeden uit de eurodance uit de jaren '90. Het nummer werd vooral een hit op de Britse eilanden en in het Nederlandse taalgebied. De plaat was met een 7e positie succesvol in het Verenigd Koninkrijk. Ook in de Nederlandse Top 40 bereikte het de 5e positie, en in de Vlaamse Ultratop 50 werd de 7e positie gehaald.